# Загорные Клетья
Загорные Клетья (баш. Загорные Клетья) — деревня в Шаранском районе Башкортостана, относится к Дмитриево-Полянскому сельсовету. 

## Географическое положение
Находится у впадения речки Клетья в реку Сюнь. Расстояние до:
- районного центра (Шаран): 23 км,
- центра сельсовета (Дмитриева Поляна): 18 км,
- ближайшей ж/д станции (Туймазы): 55 км.

## История
Деревня была образована не позже 1830 года, когда на небольшом поташном заводе бугульминского купца А. Старкова здесь было выварено 3000 пудов поташа. Деревню образовали крестьяне, переселившиеся из Рязанской губернии и Подмосковья.
В конце 1865 года — деревня Загородная Клетья 4-го стана Белебеевского уезда Уфимской губернии, 22 двора и 89 жителей (43 мужчины, 46 женщин), русские. Жители, кроме сельского хозяйства, занимались производством телег, саней и дровней.
В 1896 году в деревне Клетья-Загорная Никольской волости VI стана Белебеевского уезда — 34 двора и 262 жителя (136 мужчин, 126 женщин), хлебозапасный магазин.
По описанию, данному в «Оценочно-статистических материалах», деревня находилась по пологим склонам на юго-восток и северо-запад, при речке Клятья, по юго-западной границе протекала река Сюнь. Надел находился в одном месте, селение — на юго-западе надела. Часть леса и сенокоса была распахана. Поля были по пологим склонам, до 1,5 вёрст от селения. Почва — на треть чернозём с глиной, остальная — чернозём с песком. В полях был один овраг, ежегодно увеличивавшийся от весенних вод. Выгон — по склону горы. Лес находился частью по горе, частью на ровном месте.
В 1900 году открылась бакалейная лавка.
В 1906 году в деревне Загорная Клетья было 47 дворов и 306 человек (154 мужчины, 152 женщины), хлебозапасный магазин.
По данным подворной переписи, проведённой в уезде в 1912—13 годах, деревня входила в состав Клетье-Загорского сельского общества Шаранской волости. В ней имелось 47 хозяйств государственных крестьян из русских, где проживало 335 человек (163 мужчины, 172 женщины). Количество надельной земли составляло 374 казённые десятины, в том числе 311 десятин пашни и залежи, 11 десятин усадебной земли, 7 десятин выгона, 22 — леса и 23 — неудобной земли. Также 589 десятин земли было куплено, 20,38 — арендовано. Из надельной и купчей земли 10,5 десятин было сдано в аренду. Посевная площадь составляла 407,66 десятины, из неё 187 десятин занимала рожь, 78,05 — овёс, 63,25 — греча, 22,83 — просо, 19,4 — горох, 11,77 — картофель, 10,94 — конопля, 10,5 — пшеница, остальные культуры (лён и полба) занимали 3,92 десятины. Из скота имелась 129 лошадей, 216 голов КРС, 558 овец и 266 свиней, также 1 хозяйство держало 15 ульев пчёл. Промыслами не занимались. Работало начальное училище.
Не позже 1915 года была построена церковь, при которой открылась школа.
В 1920 году по официальным данным в селе Клетья-Загорная той же волости было 54 двора и 355 жителей (164 мужчины, 191 женщина), по данным подворного подсчета — 354 русских и 1 работник в 57 хозяйствах. К 1925 году число хозяйств увеличилось до 64.
В 1926 году деревня относилась к Шаранской укрупнённой волости Белебеевского кантона Башкирской АССР.
По переписи 1939 года в деревне Загорная Клетья Людмиловского сельсовета Шаранского района числился 341 человек (153 мужчины, 188 женщин). В 1952 году зафиксирована как село Загорная Клетья, центр Людмиловского сельсовета. 
В 1953 году село вместе с сельсоветом вошло в состав Дмитриево-Полянского сельсовета.
В 1959 году в селе Загорные Клетья Дмитриево-Полянского сельсовета было 159 жителей (74 мужчины и 85 женщин).
В 1963 году сельсовет был включён в состав Туймазинского сельского района, с 1965 года — в составе Бакалинского, с 1967 года — вновь в Шаранском районе.
В 1970 году в деревне жило 172 человека (86 мужчин, 86 женщин).
В 1979 году в деревне проживало 117 жителей (55 мужчин, 62 женщины). В 1989 году — 87 человек (42 мужчины, 45 женщин).
В 2002 году — 130 человек (69 мужчин, 61 женщина), башкиры (56 %) и русские (31 %).
В 2010 году — 94 человека (52 мужчины, 42 женщины).

## Население
| 2002 | 2009 | 2010 |
| ---- | ---- | ---- |
| 130  | ↘116 | ↘94  |

## Инфраструктура
Деревня электрифицирована и газифицирована, есть водопровод и кладбище. Работает сельский клуб. До недавнего времени действовали основная школа и фельдшерско-акушерский пункт, которые переехали в соседнюю деревню Источник. Деревня является центром отделения ООО «Шаранагрогаз», действуют ферма КРС и машинно-тракторный парк.